# BDR J1750+3809
BDR J1750+3809 ist ein Brauner Zwerg des Spektraltyps T6.5, der 2020 entdeckt wurde. Er wurde mit dem LOFAR-Radioteleskop (Low Frequency Array: ein Radiointerferometer in den Niederlanden mit Antennen-Stationen in weiteren europäischen Ländern) identifiziert und danach mit dem Gemini-Nord-Teleskop und dem Infrarot-Teleskop des Mauna-Kea-Observatoriums bestätigt. Er ist das erste substellare Objekt, das durch radioastronomische Beobachtungen entdeckt wurde. Das Objekt befindet sich 212 Lichtjahre von der Erde entfernt im Sternbild Herkules.

## Entdeckung
Ein Team um Harish Vedantham, der bei ASTRON und am Kapteyn Astronomical Institute der Universität Groningen arbeitet, veröffentlichte die Entdeckung einer Radioquelle, die mit einer Frequenz von ca. 133 MHz ein zirkular polarisiertes Signal ausstrahlt. Da nur wenige bekannte Objekte über eine derartige Charakteristik verfügen, hebt sich BDR J1750+3809 aus der Masse der astronomischen Objekte hervor.
Eine nachfolgende Untersuchung der entdeckten Radioquelle über Beobachtungen im Nahinfrarot-Bereich bestätigte die Vermutung, dass es sich bei BDR J1750+3809 tatsächlich um einen kalten Braunen Zwerg handelt. Diese Beobachtungen erfolgten über die Infrarot-Beobachtung des Gemini-Teleskops und der Infrared Telescope Facility. Da der wichtigste Infrarot-Bildgeber von Gemini-Nord, der Nahinfrarot-Imager und -Spektrograf (NIRI), nicht verfügbar war, wurde von den Astronomen des Gemini-Observatoriums der ungewöhnliche Schritt unternommen, stattdessen die Aufnahmekamera für den Gemini-Nahinfrarot-Spektrografen (GNIRS) zu verwenden, um eine Aufnahme von BDR J1750+3809 zu erhalten. Die Beobachtung erfolgte im Rahmen der Director's Discretionary Time; dieses Zeitkontingent ist für Programme reserviert, die nur wenig Beobachtungszeit mit potenziell aussagekräftigen Ergebnissen benötigen.

### Bedeutung für die Forschung
Da die Stärke des Magnetfeldes von BDR J1750+3809 mit den Feldstärken von sehr großen Exoplaneten vergleichbar ist, besteht die Möglichkeit, die Methode, die zur Entdeckung von BDR J1750+3809 führte, nicht nur für die Suche nach anderen Braunen Zwergen, sondern auch für die Suche nach solchen Exoplaneten einzusetzen.